# Chirixalus cherrapunjiae
Chirixalus cherrapunjiae là một loài ếch trong họ Rhacophoridae.
Nó được tìm thấy ở Ấn Độ, có thể cả Bangladesh, và có thể cả Myanmar.
Các môi trường sống tự nhiên của chúng là các khu rừng vùng núi ẩm nhiệt đới hoặc cận nhiệt đới, đầm nước, đầm nước ngọt, và đầm nước ngọt có nước theo mùa.